# Pietro Pomponazzi
Pietro Pomponazzi (Mântua, 16 de setembro de 1462 – Bolonha, 18 de maio de 1525) foi um filósofo do norte da Itália, eminente na renovação aristotélica em desenvolvimento nas universidades da região. Conduz junto com outros pensadores da época uma crítica do averroísmo predominante, colaborando na elaboração de um pensamento humanista fundado na dignidade da alma individual, distingue-se, porém, na conotação materialista de sua defesa da mortalidade da alma e sua inserção na ordem natural.

## Vida
Pietro Pomponazzi nasceu em Mântua e começou sua educação lá. Ele completou seus estudos na Universidade de Pádua, onde se tornou médico em 1487. Em 1488 foi eleito professor extraordinário de filosofia em Pádua, onde foi colega de Alessandro Achillini, o averroísta. De cerca de 1495 a 1509, ele ocupou a cadeira de filosofia natural até o fechamento das escolas de Pádua, quando assumiu o cargo de professor em Ferrara, onde lecionou sobre o De Anima (Sobre a Alma) e a enteléquia de Aristóteles. Em 1512 foi convidado para Bolonha, onde permaneceu até sua morte e onde produziu todas as suas obras importantes.
A predominância da ciência médica em Pádua havia restringido suas energias, mas em Ferrara, e ainda mais em Bolonha, o estudo da psicologia e da especulação teológica eram mais importantes. Em 1516, ele produziu sua grande obra De immortalitate animae (Sobre a imortalidade da alma), que deu origem a uma tempestade de controvérsia entre os tomistas ortodoxos da Igreja Católica, os averroístas liderados por Agostino Nifo e a chamada Escola Alexandrista. O tratado foi queimado em Veneza, e o próprio Pomponazzi corria sério risco de morte nas mãos dos católicos. Seguiram-se dois panfletos, a Apologia e o Defensorium, nos quais ele explicou sua posição paradoxal como católico e materialista filosófico. Seus dois últimos tratados, o De incantationibus e o De fato, foram publicados postumamente em uma edição de suas obras impressa em Basileia.
Pomponazzi é profundamente interessante como o arauto do Renascimento. Ele nasceu no período de transição em que o formalismo escolástico estava perdendo seu domínio sobre os homens, tanto na Igreja quanto fora dela. Essa identificação era tão próxima que qualquer ataque a Aristóteles, ou mesmo uma tentativa de reabrir as antigas discussões sobre os problemas aristotélicos, era considerado uma heresia perigosa. Pomponazzi reivindicou o direito de estudar Aristóteles por si mesmo e dedicou-se ao De Anima com o objetivo de mostrar que Tomás de Aquino havia entendido totalmente mal a teoria aristotélica do intelecto ativo e passivo.
Em Sobre a imortalidade da alma, Pomponazzi argumentou especificamente que Aquino e Aristóteles entram em conflito sobre a questão da imortalidade da alma. Embora o próprio Pomponazzi não siga Aristóteles a esse respeito, ele argumenta que Aristóteles defende muito claramente a mortalidade absoluta da alma, com apenas características limitadas de imortalidade. Ele não foi o primeiro a fazer essa afirmação e parece ter sido influenciado pelo comentarista grego de Aristóteles, Alexandre de Afrodisias. Ele afirma ainda que a imortalidade da alma não pode ser determinada pela razão e, portanto, deve ser deixada aos poderes de Deus. Uma vez que as escrituras revelam que Deus tornou a alma imortal, argumentou Pomponazzi, nós também podemos aceitar como verdadeira a imortalidade da alma e, assim, ir além dos limites da razão. (Este debate influenciou seu sucessor na cadeira de 1591-1631, Cesare Cremonini, cuja adesão a Aristóteles levou à conclusão oposta da mortalidade da alma.)
Pomponazzi declarou sua adesão à fé católica, apesar da controvérsia sobre seu trabalho inicial, não foi condenado pela Igreja. Mais uma vez, foi estabelecido que o princípio de que religião e filosofia, fé e conhecimento, podem ser diametralmente opostos e ainda coexistir para o mesmo pensador. Esse curioso paradoxo ele exemplifica no De incantatione, onde ele se opõe à existência de demônios e espíritos com base na teoria aristotélica do cosmos e, como um cristão crente, afirma sua fé em sua existência. Neste trabalho, ele insiste enfaticamente na sequência ordenada da natureza, causa e efeito. Eles crescem até a maturidade e depois decaem; então as religiões têm seu dia e sucumbem. Mesmo o cristianismo, acrescentou ele (com a ressalva de que ele está falando como filósofo), estava mostrando indícios de declínio.
Ele morreu em Bolonha.

## Obras
- De intensione et remissione formarum 1514
- Tractatus De reactione 1515
- De actione reali 1515
- Tractatus de immortalitate animæ 1516
- Apologia contra Contarenum 1518
- Defensorium adversus Augustinum Niphum 1519
- In libros (scil Aristotelis) de anima 1520
- De naturalium effectuum causis sive de Incantationibus 1520
- Libri quinque De fato, de libero arbitrio et de prædestinatione 1520
- Tractatus de nutritione et augmentatione 1521
- Dubitationes in IV Meteorologicorum Aristotelis librum 1563
- De orbis situ libri tres 1563